# 贾建成
贾建成（1963年8月—），湖南益阳人，汉族，中国共产党党员。中国人民解放军中将、第十三届全国人民代表大会解放军和武警部队代表。

## 生平
曾任总参谋部作战部某局局长。2010年任总参作战部副部长。2016年任火箭军副参谋长。2017年任中央军委联合参谋部作战局局长。2021年任中部战区副司令员兼参谋长。2022年5月，转任南部战区副司令员兼参谋长。
2018年，贾建成被选为解放军和武警部队出席第十三届全国人民代表大会代表。2021年3月晋升中将军衔。